# 川島北山町
川島北山町（かわしまきたやままち）は、岐阜県各務原市の地名。丁番を持たない単独町名である。

## 地理
各務原市の南西部の川島地区に属し、木曽川（木曽川本流）に接する。
町域の東部と南部は川島渡町、西部は羽島郡笠松町無動寺、北部は川島笠田町に接する。また、川島渡町、川島笠田町、川島緑町に囲まれた飛地がある。住宅の大半は東海北陸自動車道の東にある。
木曽川本流には東海北陸自動車道木曽川本川橋が架かる。
道路
- 東海北陸自動車道
- 県道93号川島三輪線

### 小字
※明治後期から昭和初期に作成された「羽島郡川島村大字ごとの字地図」による。川島北山町は当時の大字松原島北山分区であり、ここではその地域のみ記述する。
- 小屋場
- 道北
- 道南
- 古屋敷

## 歴史
江戸時代は羽栗郡円城寺村字嘉左エ門島（嘉左衛門島）であった。
1889年（明治22年）7月1日、町村制により羽栗郡円城寺村が発足。1890年（明治23年）1月に円城寺村字嘉左エ門島、字小屋場島は川島村に編入され、嘉左エ門島は川島村大字松原島字嘉左エ門島、小屋場島は字嘉左エ門島の一部なる。1911年（明治44年）に大字松原島に区制が施行され、大字松原島字嘉左エ門島が大字松原島北山分区となる。
1956年（昭和31年）10月1日に町制施行により川島町となると同時に北山町に改称。同時に北山町の一部（小屋場）は笠田町に編入される
2004年（平成16年）11月1日、羽島郡川島町が各務原市に編入されると同時に、川島北山町に改称する。

## 世帯数と人口
2024年（令和6年）10月1日現在の世帯数と人口は以下の通りである。
| 町丁       | 世帯数 | 人口  |
| ---------- | ------ | ----- |
| 川島北山町 | 98世帯 | 270人 |

## 小・中学校の学区
市立小・中学校に通う場合、学区は以下の通りとなる。
| 番・番地等 | 小学校               | 中学校               |
| ---------- | -------------------- | -------------------- |
| 全域       | 各務原市立川島小学校 | 各務原市立川島中学校 |

## 主な施設
- 神明神社